# Дониёров, Тулашбой Ашуралиевич
Тулашбой Ашуралиевич Дониёров (род. 30 марта 1981) — узбекский боксёр, представитель легчайшей и наилегчайшей весовых категорий. Выступал за сборную Узбекистана по боксу на всём протяжении 2000-х годов, серебряный и бронзовый призёр чемпионатов Азии, победитель и призёр многих турниров международного значения, участник двух летних Олимпийских игр. Ныне — тренер по боксу.

## Биография
Тулашбой Дониёров родился 30 марта 1981 года в Избасканском районе Андижанской области Узбекской ССР.
В 2001 году участвовал в чемпионате мира в Белфасте, но был далёк здесь от попадания в число призёров, уже в 1/8 финала первого наилегчайшего веса проиграл россиянину Сергею Казакову.
Первого серьёзного успеха на взрослом международном уровне добился в сезоне 2002 года, когда вошёл в основной состав узбекской национальной сборной и побывал на чемпионате Азии в Серембане, откуда привёз награду бронзового достоинства, выигранную в зачёте наилегчайшей весовой категории. За это достижение ему было присвоено почётное звание «Узбекистон ифтихори».
В 2003 году одержал победу на Кубке Анвара Чоудри в Баку. При этом на мировом первенстве в Бангкоке вновь остановился в 1/8 финала — на сей раз его победил болгарин Александр Александров.
На азиатском первенстве 2004 года в Пуэрто-Принсесе снова стал бронзовым призёром. Занял первое место на азиатской олимпийской квалификации в Гуанчжоу и благодаря этой победе удостоился права защищать честь страны на летних Олимпийских играх в Афинах — в категории до 51 кг благополучно прошёл первых двоих соперников по турнирной сетке, тогда как в третьем четвертьфинальном бою со счётом 16:25 потерпел поражение от француза Жерома Тома, который в итоге стал серебряным призёром этого олимпийского турнира.
В 2005 году выиграл бронзовую медаль на Кубке химии в Галле, выступил на чемпионате мира в Мяньяне, где выбыл из борьбы за медали уже на предварительном этапе соревнований, проиграв тунисцу Валиду Шерифу.
В 2007 году отметился победой на Мемориале Макара Мазая в Мариуполе, в частности в финале взял верх над представителем Украины Георгием Чигаевым. Боксировал на мировом первенстве в Чикаго, где уже в 1/32 финала наилегчайшего веса был остановлен американцем Роши Уорреном, который в итоге выиграл этот турнир.
В 2008 году победил на турнире Gee-Bee в Хельсинки и на чемпионате CISM в Азербайджане, стал бронзовым призёром Кубка президента в Тайбэе, уступив в полуфинале таджику Анвару Юнусову. На азиатской олимпийской квалификации в Астане одолел всех оппонентов кроме казаха Мирата Сарсембаева и там самым прошёл отбор на Олимпийские игры в Пекине. На сей раз в категории до 51 кг сумел выиграть только у одного соперника, проиграв во втором бою индусу Джитендеру Кумару.
После пекинской Олимпиады Дониёров ещё в течение некоторого времени оставался в составе боксёрской команды Узбекистана и продолжал принимать участие в крупнейших международных соревнованиях. Так, в 2009 году в легчайшей весовой категории он завоевал серебряную награду на чемпионате Азии в Чжухае, победил на Мемориале Странджи в Пловдиве, дошёл до четвертьфинала на международном турнире «Ахмет Джёмерт» в Стамбуле, где был побеждён местным турецким боксёром Фурканом Улашом Мемишом. Представлял страну на чемпионате мира в Милане, уступив на стадии четвертьфиналов болгарину Детелину Далаклиеву.
Впоследствии работал тренером по боксу в Наманганском колледже олимпийского резерва.